# Berdowszczyzna (rejon mostowski)
Berdowszczyzna – dawny folwark, położony w miejscu leżącym obecnie na Białorusi, w obwodzie grodzieńskim, w rejonie mostowskim, w sielsowiecie Gudziewicze.
W dwudziestoleciu międzywojennym folwark leżał w Polsce, w województwie białostockim, w powiecie grodzieńskim, w gminie Hudziewicze. 
Według Powszechnego Spisu Ludności z 1921 roku ówczesny folwark zamieszkiwały 18 osób, 12 było wyznania rzymskokatolickiego a 6 prawosławnego. Wszyscy mieszkańcy zadeklarowali polską przynależność narodową. Były tu 3 budynki mieszkalne.
Miejscowość należała do parafii rzymskokatolickiej Najświętszego Imienia Maryi i św. Jana Nepomucena w Ejsmontach Wielkich i parafii prawosławnej św. Piotra i Pawła w Wołpie. 
Podlegała pod Sąd Grodzki w Indurze i Okręgowy w Grodnie; właściwy urząd pocztowy mieścił się w Łunnej.